# Helsinki Roosters

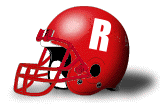
Casque des Roosters d'Helsinki.

Les Roosters d'Helsinki (Helsinki Roosters) sont un club finlandais de football américain basé à Helsinki. 

## Palmarès
- Champion de Finlande : 1982, 1983, 1986, 1987, 1988, 1990, 1995, 1996, 1997, 1998, 1999, 2000, 2002, 2004, 2012, 2013, 2014, 2015, 2016, 2017, 2018, 2019, 2024
- Vice-champion de Finlande : 1991, 2001, 2003, 2008, 2009, 2021
- Champion d'Europe (Eurobowl) : 1988
- Champion d'Europe (Ligue des Champions) : 2014

## Anciens joueurs
- Eugeniu Ștefan